# Secretaría de Educación Superior, Ciencia, Tecnología e Innovación
La Secretaría de Educación Superior, Ciencia, Tecnología e Innovación (Senescyt) es la entidad del gobierno ecuatoriano que ejerce la rectoría de la política pública en los ejes de su competencia. Tiene como misión coordinar acciones entre la Función Ejecutiva y las instituciones del Sistema de Educación Superior. Fue creada en el 2007 por el presidente Rafael Correa. 
Es uno de los tres organismos que conforman el sistema de educación superior, junto con el Consejo de Educación Superior (CES) y el Consejo de Aseguramiento de la Calidad de la Educación Superior del Ecuador https://www.imbaburaenlinea.com/2024/01/30/lucia-posso-presenta-proyecto-de-ley-para-eliminar-la-senescyt/

## Estructura

### Subsecretaría General de Educación Superior
- Subsecretaría de Formación Técnica y Tecnológica, Artes, Música y Pedagogía
- Subsecretaría de Formación Académica y Profesional
- Registro de Títulos
- Reconocimiento de Títulos Nacionales
- Sistema Nacional de Nivelación y Admisión (SNNA)
- Examen Nacional para la Educación Superior (ENES)
- Grupo de Alto Rendimiento (GAR) Nivelación[2]

### Subsecretaría General de Ciencia, Tecnología e Innovación
- Subsecretaría de Investigación Científica
- Subsecretaría de Fortalecimiento del Conocimiento y Becas
- Programa de Becas[3]
- Subsecretaría de Innovación y Transferencia de Tecnología
- Sistema Nacional de Innovación
- Bases de Datos Científicas
- Proyecto Prometeo[4]
- Coordinación de Diálogo de Saberes Ancestrales
- Ciudad del Conocimiento “YACHAY”[5]
- Subsecretaría de gestión del conocimiento.